# Dombóvári Antal
Dombóvári Antal (Budapest, 1941. január 20. – 2016. január) magyar pedagógus, helytörténész, a Rákosmente televízió „Helytörténeti kalandozások” című műsorának állandó közreműködője.

## Életpályája
Több évtizedes pedagógiai munkássága mellett nagyon sokat tett Budapest XVII. kerülete illetve a kerület egyes településrészei történelmének feltárásáért. Az 1990-es évek elejétől gondozta a Helytörténeti Gyűjteményt és részt vett a publikálandó helytörténeti füzetek anyagainak összeállításában, valamint a városrészeket bemutató több kiállítás megszervezésében. Ő szerkesztette a Rákosliget című városrészi folyóiratot.

## Díjai, elismerései
- Rákosligetért-díj

## Művei
- Dombóvári Antal: Lengyel menekültek Rákoscsabán 1939-1945 Budapest 2006. Rákosmenti Helytörténeti Füzetek IV. évfolyam 2. szám.
- Dombóvári Antal: Rákosliget története Budapest 2007. Rákosmenti Helytörténeti Füzetek V. évfolyam 1. szám.
- Dr. Dombóvári Antal: Orvoslás a Rákosmentén Budapest 2003. Rákosmenti Helytörténeti Füzetek I. évfolyam 1. szám.
- Dr. Dombóvári Antal – Dallos Zsuzsanna: A XVII. kerület története az 1848/49. évi szabadságharc bukásáig – Segédanyag a XVII. kerület helytörténetének tanításához I. kötet 1993., II. kötet 1994, III. kötet 1995.
- Dr. Dombóvári Antal: Rákosliget krónikája, 1899 - 1949 Tanulmányok Budapest múltjából XXX. 233 - 253. oldal
- Dr. Dombóvári Antal – Millisits Máté – Millisits-Szilágyi Erzsébet – Szabó Lajos – Szombathy Gyula: Tebenned bíztunk eleinktől fogva. Rákosmenti Egyháztörténeti Tanulmányok I.